# Mónica Uribe
Mónica Uribe Perfetti (Medellín, 31 de marzo de 1986) es una actriz, modelo, presentadora y escritora colombiana, más conocida por ser la protagonista Florencia en Floricienta. 

## Carrera
Cursó estudios en el colegio San José de las Vegas y en la Universidad Pontificia Bolivariana de la misma ciudad estudió comunicación social y periodismo. Trabajó durante tres años como periodista y presentadora del programa De boca en boca de Teleantioquia. Durante esa época trabajó como modelo en Medellín.
Ganadora del premio a 'mejor actriz revelación' por el personaje de Mariana de la telenovela Dora la celadora en los premios del canal Caracol 2005 y nominada como mejor actriz de reparto en los premios TV y Novelas por su personaje de Lucia en la novela Por amor a Gloria.
Ha participado en diferentes producciones a nivel nacional e internacional. Dora la celadora, Por Amor a Gloria de Caracol Televisión, Fue protagonista de Floricienta adaptación colombiana de RCN, Sin Senos no hay Paraíso de Telemundo, Verano en Venecia para RCN televisión. El Clon y Decisiones para Telemundo. Invitada especial en Valentino el Argentino y Las Vegas de RCN televisión. El Tesoro de Caracol televisión. Historia de un Crimen por Netflix. y Noobees segunda temporada de Nickelodeon, presentadora de programas de televisión.
Como periodista y escritora ha trabajado en medios impresos. Como fue su participación en periódicos regionales de Medellín y cuenta con cinco libros publicados y actualmente a la venta.
“Pancha laVaca Sin Manchas”, “Corre Cecé”, “El Ogro y los Forasteros del Pantano” con Panamericana Editorial y dos para empresa privada con Editorial Planeta.
El 7 de diciembre de 2007 contrajo matrimonio con el empresario José Jaramillo con quien tiene una hija llamada Mar.

## Filmografía

### Televisión
- Noobees (2020) — Doris Tormenta
- El hijo del Cacique (2020)
- Enfermeras (2019) — Carla
- Las Vega's (2016) — Presentadora de concurso
- El tesoro (2016) — Maritza Benítez.[11]
- Mujeres Asesinas (2011) - Blanca, la perdida
- El clon (2010) — Andrea Del Valle
- Verano en Venecia (2009) — Lorena
- Sin senos no hay paraíso (2008-2009) — Marcela
- Adelantadas por Colombia (2007)
- Floricienta (2006-2007) — Florencia 'Flor' Ortega
- Por amor a Gloria (2005) — Lucía
- Dora, la celadora (2004-2005) — Mariana
- La Mega TV (2003)

## Discografía
- 2006: Canciones de Floricienta  (no se lanzó ningún disco de banda sonora)

## Premios y nominaciones

### Premios TVyNovelas
| Año  | Categoría               | Telenovela o Serie | Resultado |
| ---- | ----------------------- | ------------------ | --------- |
| 2006 | Mejor actriz de reparto | Por amor a Gloria  | Nominada  |

### Talento Caracol
| Año  | Categoría               | Telenovela o Serie | Resultado |
| ---- | ----------------------- | ------------------ | --------- |
| 2004 | Mejor actriz revelación | Dora, la celadora  | Ganadora  |